# Into the Labyrinth (Saxon)
Into the Labyrinth è il diciottesimo album dei Saxon, uscito il 9 gennaio 2009 per l'etichetta discografica Steamhammer/SPV GmbH.
L'uscita del disco è stata preceduta dal singolo "Live to rock"). "Coming Home (Bottleneck Version)" è la versione acustica del brano presente su Killing Ground del 2001.

## Tracce
(Testi di Biff Byford; musiche di Biff Byford, Doug Scarratt, Paul Quinn, Nigel Glockler, Timothy Carter)
1. Battalions of Steel - 6:34
2. Live to Rock - 5:30
3. Demon Sweeney Todd - 3:51
4. The Letter - 0:42
5. Valley of the Kings - 5:03
6. Slow Lane Blues - 4:08
7. Crime of Passion - 4:04
8. Premonition in D Minor - 0:40
9. Voice - 4:35
10. Protect Yourselves - 3:56
11. Hellcat - 3:54
12. Come Rock of Ages (The Circle is Complete) - 3:52
13. Coming Home (Bottleneck Version) - 3:12
14. Live to Rock (Single Version) - 4:46 (traccia presente solo nella versione giapponese)

## Formazione
- Biff Byford - voce
- Paul Quinn - chitarra
- Doug Scarrat - chitarra
- Nibbs Carter - basso
- Nigel Glockler - batteria

### Altri musicisti
- Matthias Ulmer - tastiere